# Халле (Нойенхаус)
Халле (нем. Halle) — община в Германии, в земле Нижняя Саксония.
Входит в состав района Графство Бентхайм. Подчиняется управлению Ильзен. Население составляет 651 человек (на 31 декабря 2010 года). Занимает площадь 21,15 км².
Коммуна подразделяется на 3 сельских округа.
| Год  | Население |
| ---- | --------- |
| 1990 | 701       |
| 1995 | 705       |
| 2000 | 667       |
| 2005 | 657       |
| 2010 | 651       |